# Nazionale femminile di rugby a 7 del Messico
La nazionale di rugby a 7 femminile del Messico è la selezione femminile che rappresenta il Messico a livello internazionale nel rugby a 7.
Il Messico non fa parte delle squadre che disputano tutti i tornei delle World Rugby Sevens Series femminili, e tra i suoi principali risultati raggiunti vanta la qualificazione alla Coppa del Mondo 2018. Partecipa inoltre ai Giochi panamericani.

## Palmarès
- Giochi centramericani e caraibici

Veracruz 2014: medaglia di bronzo
Barranquilla 2018: medaglia di bronzo
- Rugby Americas North Sevens: 2

2014, 2017

## Partecipazioni ai principali tornei internazionali
- 2009: n.p.
- 2013: n.p.
- 2018: 16º posto

- 2015: 5º posto
- 2019: 7º posto

- 2009:  3º posto
- 2010: 5º posto
- 2011: 7º posto
- 2012: 4º posto
- 2013:  2º posto
- 2014:  1º posto
- 2015:  2º posto
- 2016:  3º posto
- 2017:  1º posto

- 2014:  3º posto
- 2018:  3º posto